# پایگاه هوایی پودوژمیه
 پایگاه هوایی پودوژمیه (به انگلیسی: Poduzhemye) یک فرودگاه نظامی است که یک باند فرود بتن دارد و طول باند آن ۲۵۰۰ متر است. این فرودگاه در کشور روسیه قرار دارد و در ارتفاع ۴۸ متری از سطح دریا واقع شده است.